# Estación de Château de Vincennes
Château de Vincennes es una estación de la línea 1 del metro de París,  situada en el límite entre la comuna de Vincennes y el Bosque de Vincennes que pertenece al XII Distrito de París. 

## Historia
La estación fue inaugurada el 24 de marzo de 1934 configurándose como terminal este de la línea 1.
La estación debe su nombre a la presencia del Castillo de Vincennes, palacio real durante años hasta que la corte se mudó a Versalles. El patio está abierto al público y permite una fácil entrada al Bosque de Vincennes a través de la explanada de San Luis. Es propiedad del Ministerio de Defensa.

## Descripción
Se compone de cuatro vías y de dos andenes centrales de 105 metros de longitud repartidos en dos bóvedas de la siguiente forma: (v-a-v) y (v-a-v). La primera bóveda sirve para la llegada de los trenes y la segunda para la salida.
Aunque no suele ser habitual, cada bóveda tiene su propio estilo. La primera bóveda solo está revestida muy parcialmente por azulejos de color crema, mientras el resto está pintado de blanco. La segunda bóveda, por su parte, está totalmente revestida con azulejos blancos planos. 
En cuanto a la iluminación, la primera bóveda ha sido renovada con el modelo vagues (olas) con estructuras casi adheridas a la bóveda que sobrevuelan el andén central proyectando la luz en varias direcciones, mientras la otra bóveda usa el estilo Motte donde se emplean lámparas resguardadas en estructuras rectangulares de color naranja que sobrevuelan la totalidad del andén central.
En los dos casos la señalización usa la moderna tipografía Parisine donde el nombre de la estación aparece en letras blancas sobre un panel metálico de color azul. Los asientos son los modernos Coquille o Smiley, unos asientos en forma de cuenco inclinado para que parte del mismo pueda usarse como respaldo y que poseen un hueco en la base en forma de sonrisa. 
Como todas las estaciones de la línea 1 dispone de puertas de andén.

## Accesos
La estación dispone de cinco accesos:
- Acceso 1: n.º 14, avenida de París.
- Acceso 2: n.º 7, avenida de Nogent.
- Acceso 3: n.º 11, avenida de Nogent.
- Acceso 4: Château de Vincennes.
- Acceso 5: Estación de autobuses (acceden a ella una decena de líneas).